# Norber-Findlinge

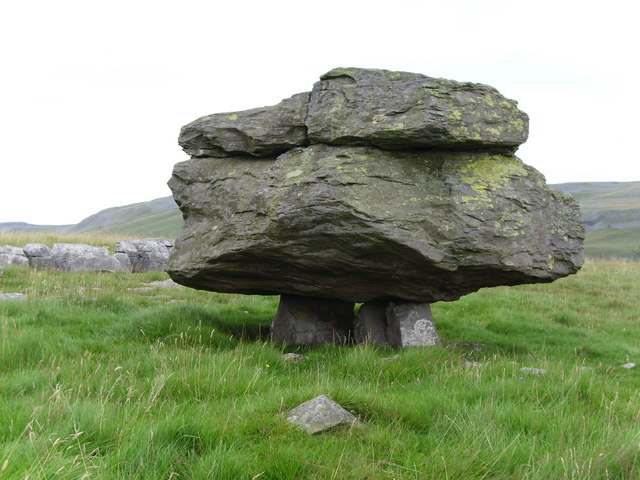
Der hier noch intakte Sockel des Findlings brach 2014 zusammen

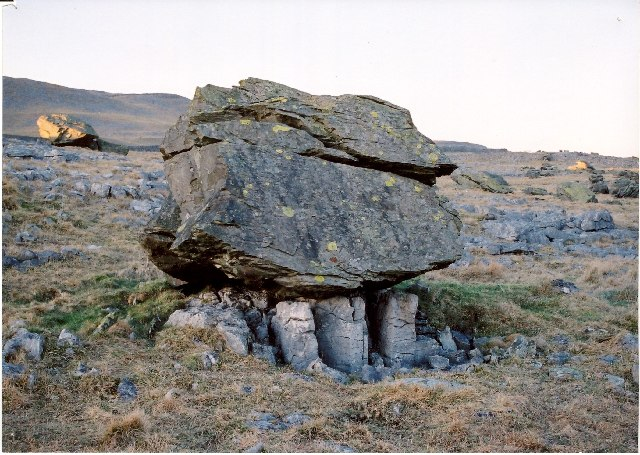
Norber-Findlinge

Die Norber-Findlinge sind eine Anzahl eiszeitlicher Findlinge in einem Geröllfeld an den südlichen Hängen des Ingleborough (dem zweithöchsten Berg in Yorkshire), nahe dem Dorf Austwick in den Yorkshire Dales in England.
Die Norber-Findlinge sind geomorphologischen Folgen der Eiszeit. Die Blöcke wurden von den Gletschern am Ende der Würm-Kaltzeit vor mehr als 12.000 Jahren abgelagert. Eine 2013 publizierte Oberflächenexpositionsdatierung ergab, dass die Oberfläche der Blöcke für 17.900 ± 1000 Jahre der kosmischen Strahlung ausgesetzt war.
Viele der Felsbrocken aus silurischer Grauwacke der Austwick Formation stehen auf bis zu 30 cm hohen Sockeln aus Kalkstein. Die Sockel entstanden, weil die Findlinge den Kalksteinuntergrund vor Auflösung durch Niederschlag schützten. Seit der Ablagerung der Findlinge auf ihren Sockeln wurden durchschnittlich 330 mm der Kalksteinsockel aufgelöst, was einem jährlichen Schichtabbau von 20 µm entspricht, ein geologisch betrachtet sehr schneller Abbauprozess.